# 小行星9079
小行星9079（9079 Gesner）是一颗绕太阳运转的小行星，为主小行星带小行星。该小行星于1994年8月10日发现。

## 轨道参数
小行星9079的轨道半长轴为2.9935627 UA，离心率为0.07。